# Muscolo grande dorsale
Il muscolo grande dorsale (Musculus latissimus dorsi) con la sua forma triangolare è il muscolo più esteso del corpo umano. Per la sua funzione di adduzione dell'omero  era detto dagli antichi anche "Musculus tersor seu scalptor ani".
Sito nella zona lombare, ricopre la parte laterale e inferiore del dorso, formando la parete posteriore della cavità ascellare.

## Origine

Posizione del muscolo grande dorsale (in rosso). Animazione 3D.

Il muscolo è suddiviso in quattro parti:
- vertebrale, compresa tra la fascia lombodorsale, che si inserisce a tutte le vertebre lombari e alla cresta sacrale media, e le ultime 6 vertebre toraciche
- scapolare (incostante), origina dall'angolo inferiore del margine laterale della scapola.
- iliaca, che origina dal terzo mediale del labbro esterno della cresta iliaca
- costale, che origina dalle ultime quattro coste

## Inserzione
I fasci muscolari si dirigono lateralmente e si inseriscono sul labbro posteriore del solco intertubercolare (o solco bicipitale) dell'omero, dove si affiancano al
muscolo grande rotondo.

## Azione
Interviene nel movimento di adduzione, estensione e rotazione interna dell'omero. Contraendosi, retropone la spalla e adduce la scapola.

Utilizzando l'omero come punto fisso, solleva il tronco ed innalza le coste (muscolo inspiratore). Ponendo il bacino come punto fisso, partecipa all'estensione del tratto dorso-lombare del rachide, specie a braccia in elevazione.

## Innervazione
È innervato dal nervo toraco-dorsale, ramo collaterale del tronco secondario posteriore del plesso brachiale (C6-C8).